# Sérénade pour deux violons et piano opus 56
Sérénade pour deux violons et piano (ook wel Serenade nr. 1) is een compositie van Christian Sinding. Het behoort tot de grote catalogus van vergeten kamermuziek van de componist. Van zijn Sérénade nr. 2 is ook nauwelijks iets bekend.
De deeltjes:
1. Tempo di Marcia
2. Andante
3. Allegretto
4. Andante
5. Allegro